# لاس اسون هنسن
لاس اسون هنسن (دانمارکی: Lasse Svan Hansen؛ زادهٔ ۳۱ اوت ۱۹۸۳) بازیکن هندبال اهل دانمارک است.